# Phiale
Une phiale, en grec ancien φιάλη / phiálê, mot d'origine vieux-perse, est une coupe perse achéménide dont les Grecs antiques se servaient pour les rituels.

## Histoire
La phiale est ronde, sans anses ni pied. Les phiales d'argent pouvaient être destinées à la thésaurisation, comme dans le sanctuaire d'Apollon à Délos à l'époque de l'Indépendance de la cité.
Seules quelques rares phiales en or ont été retrouvées, dont quatre de grande taille, toutes datées du tournant des IVe et IIIe siècles av. J.-C. :
- La phiale du trésor de Panagyurishté, découvert en Bulgarie en 1949 et exposé au musée régional d'Histoire de Plovdiv.
- La Phiale Aurea de Caltavuturo, qui aurait été découverte fortuitement dans cette commune de Sicile en 1980. Après avoir été la propriété de plusieurs collectionneurs, la phiale a quitté clandestinement la Sicile en 1991 pour la Suisse, avant d'être achetée par un collectionneur new-yorkais. Les autorités italiennes ont ouvert une enquête en 1995 pour demander la restitution de la phiale, et après plusieurs années de travail avec les autorités judiciaires américaines, ont obtenu son retour en Italie en 1999[3]. Depuis 2010, la phiale est exposée au musée Pirro Marconi du site archéologique d'Himère[4].
- Une phiale en or de provenance inconnue mais vraisemblalement originaire aussi de Sicile car très similaire à la précédente[3], fait partie des collections du Metropolitan Museum de New York[5].
- Une phiale en or découverte à Tmoutarakan en Russie, sur le site de l'ancienne colonie grecque d’Hermonassa au bord de la mer Noire, est conservée au Musée de l'Ermitage de Saint-Pétersbourg.

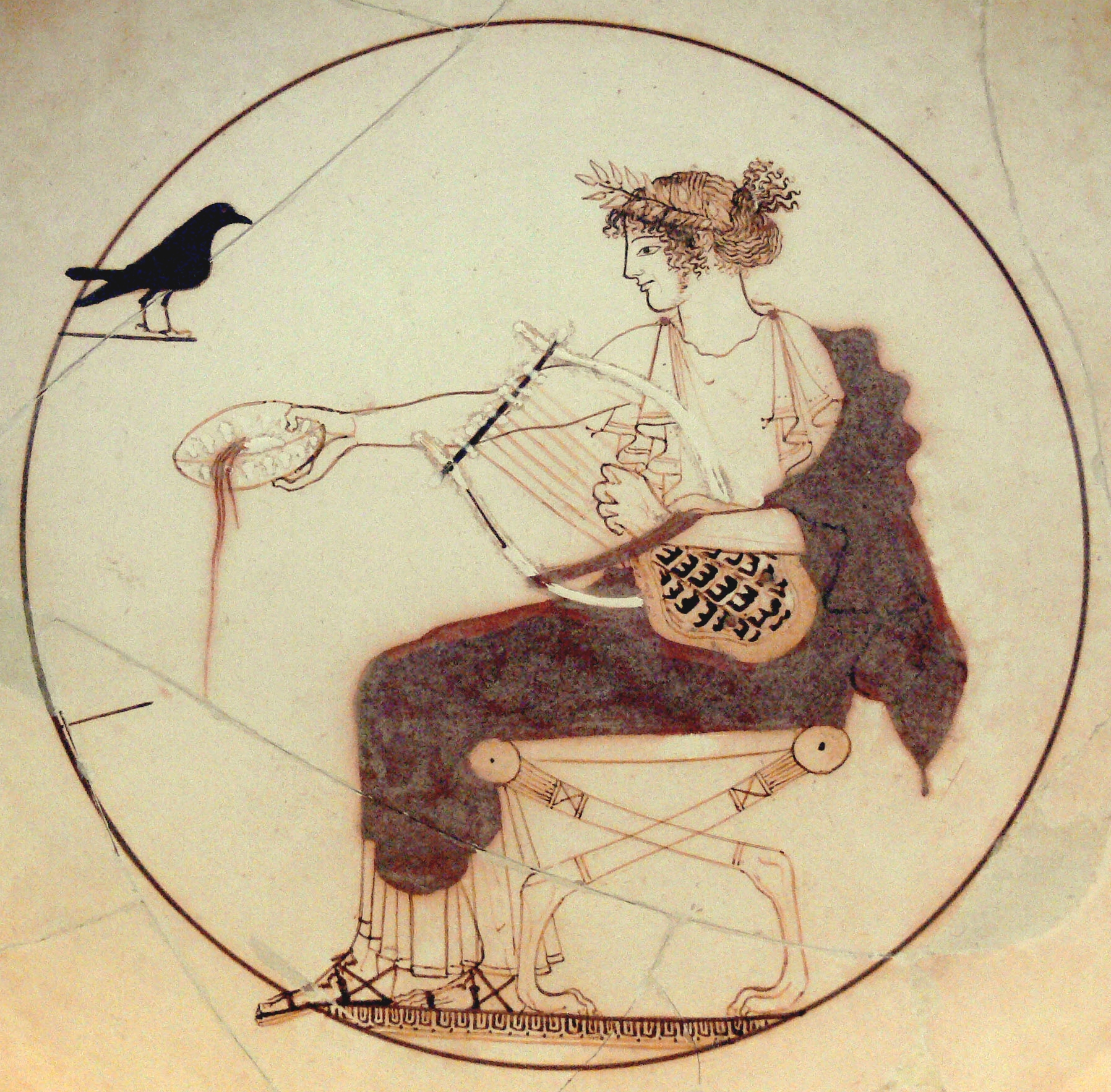
Apollon verse une libation avec une phiale (médaillon d'une kylix attique, -460).
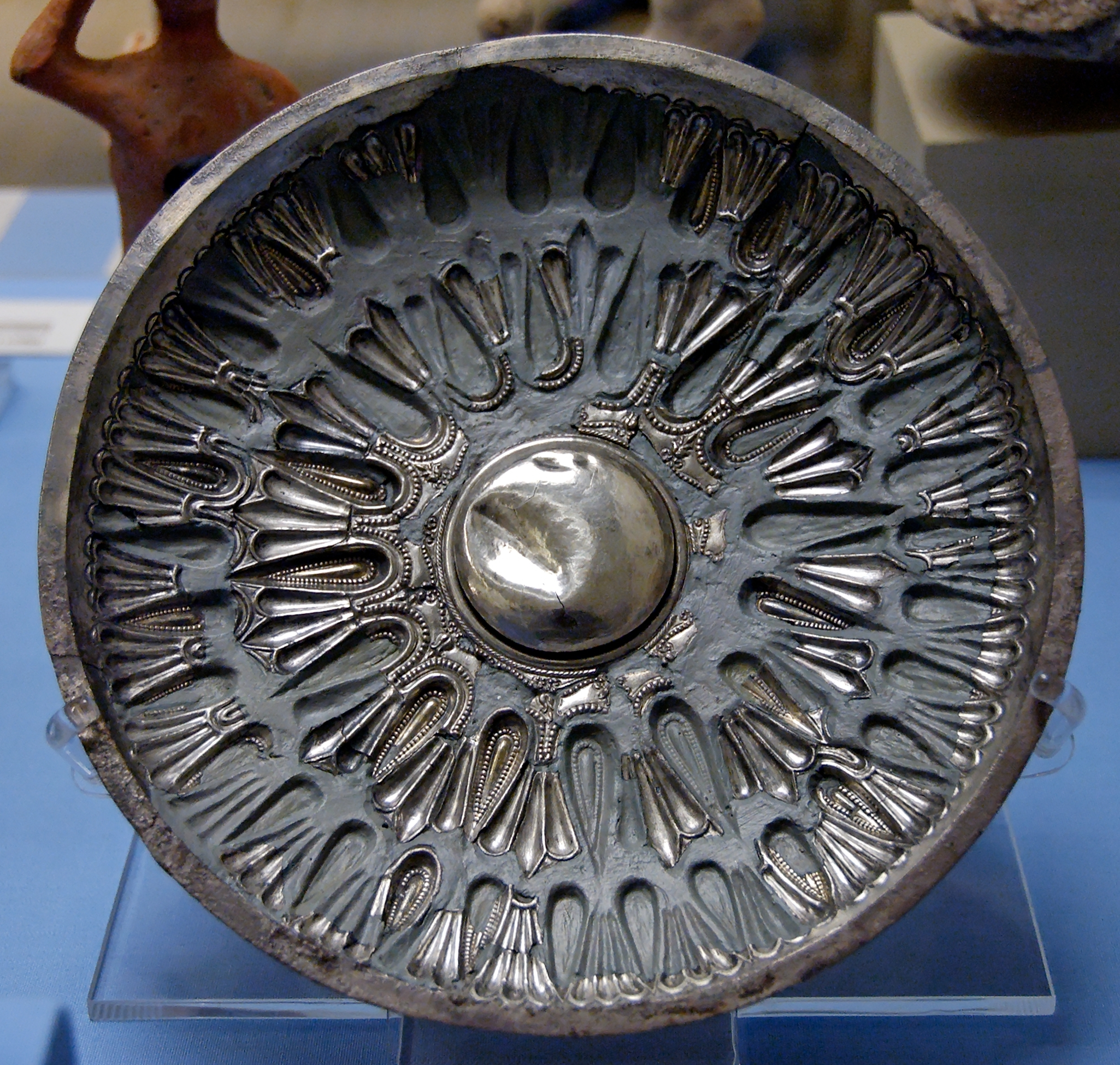
Phiale en argent de type perse, v. -400-350 av. J.-C, British Museum (GR 1920.5-29.2).
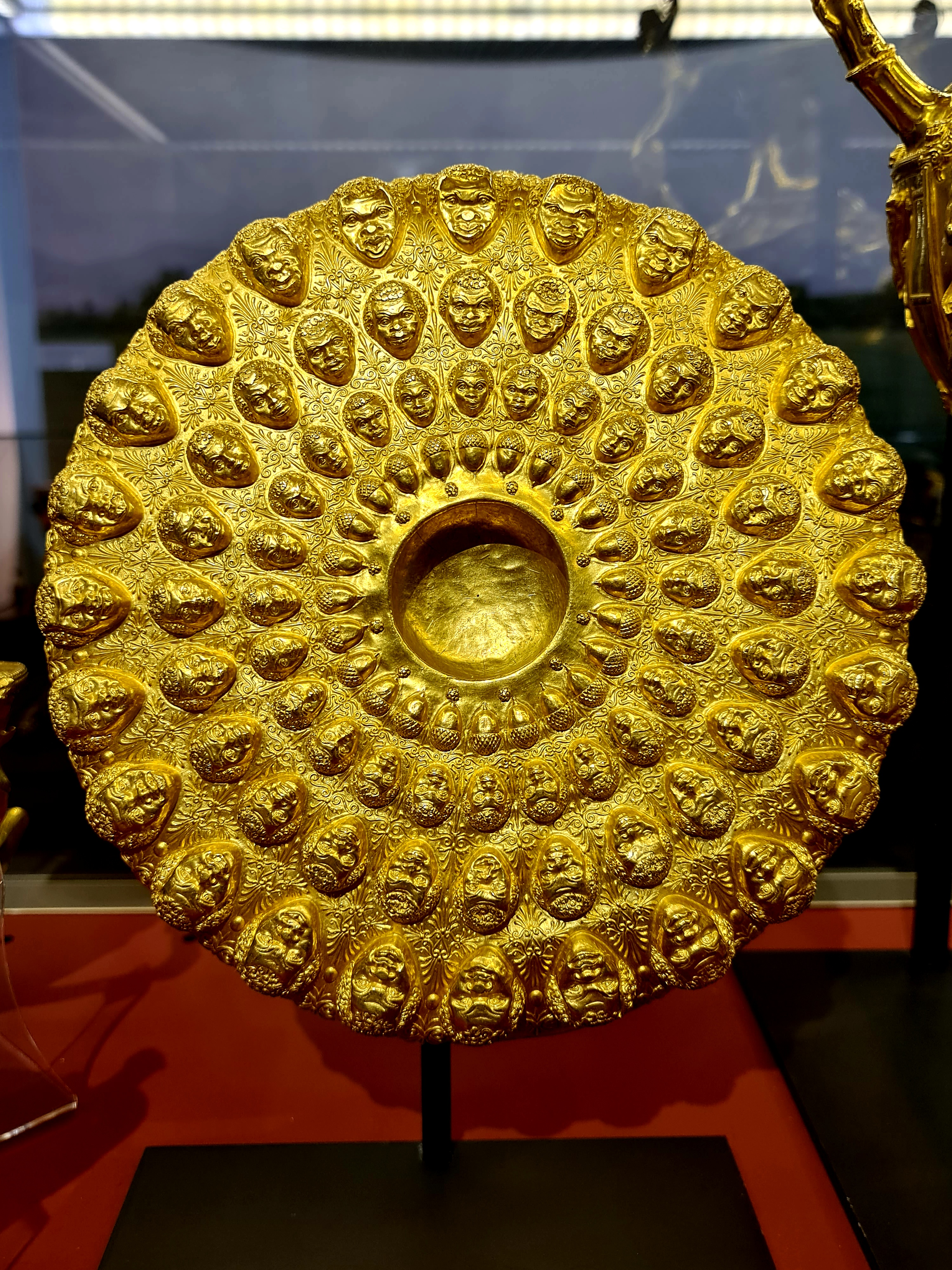
Phiale en or du trésor de Panagyurishté (Bulgarie)
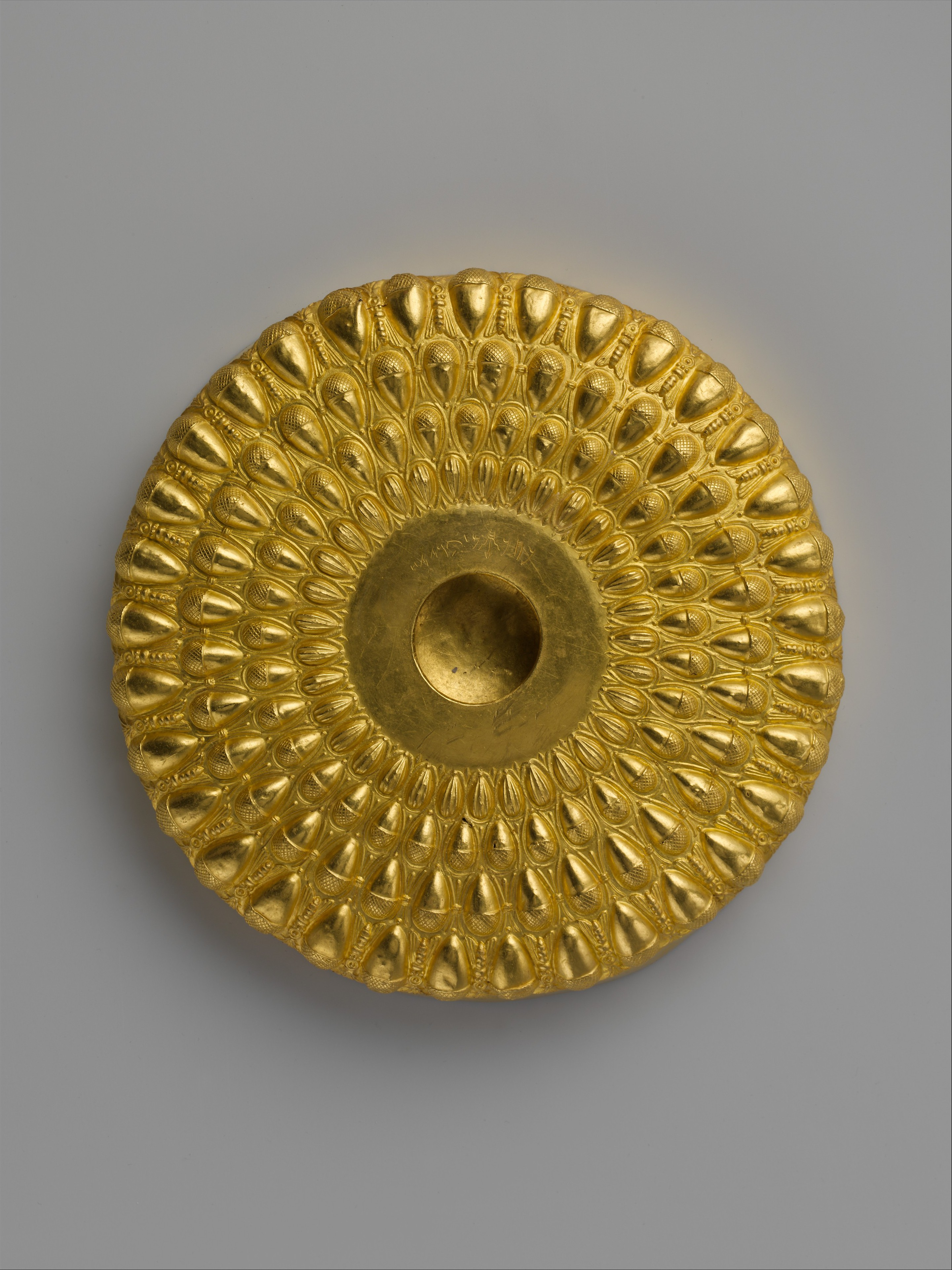
Phiale en or du Metropolitan Museum de New York
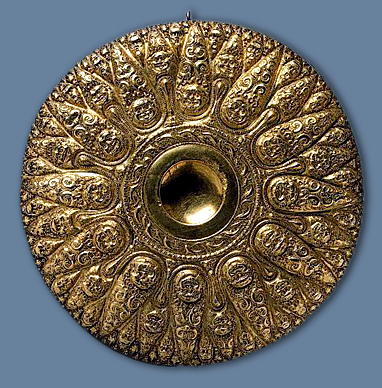
Phiale en or de Tmoutarakan, Musée de l'Ermitage de Saint-Pétersbourg
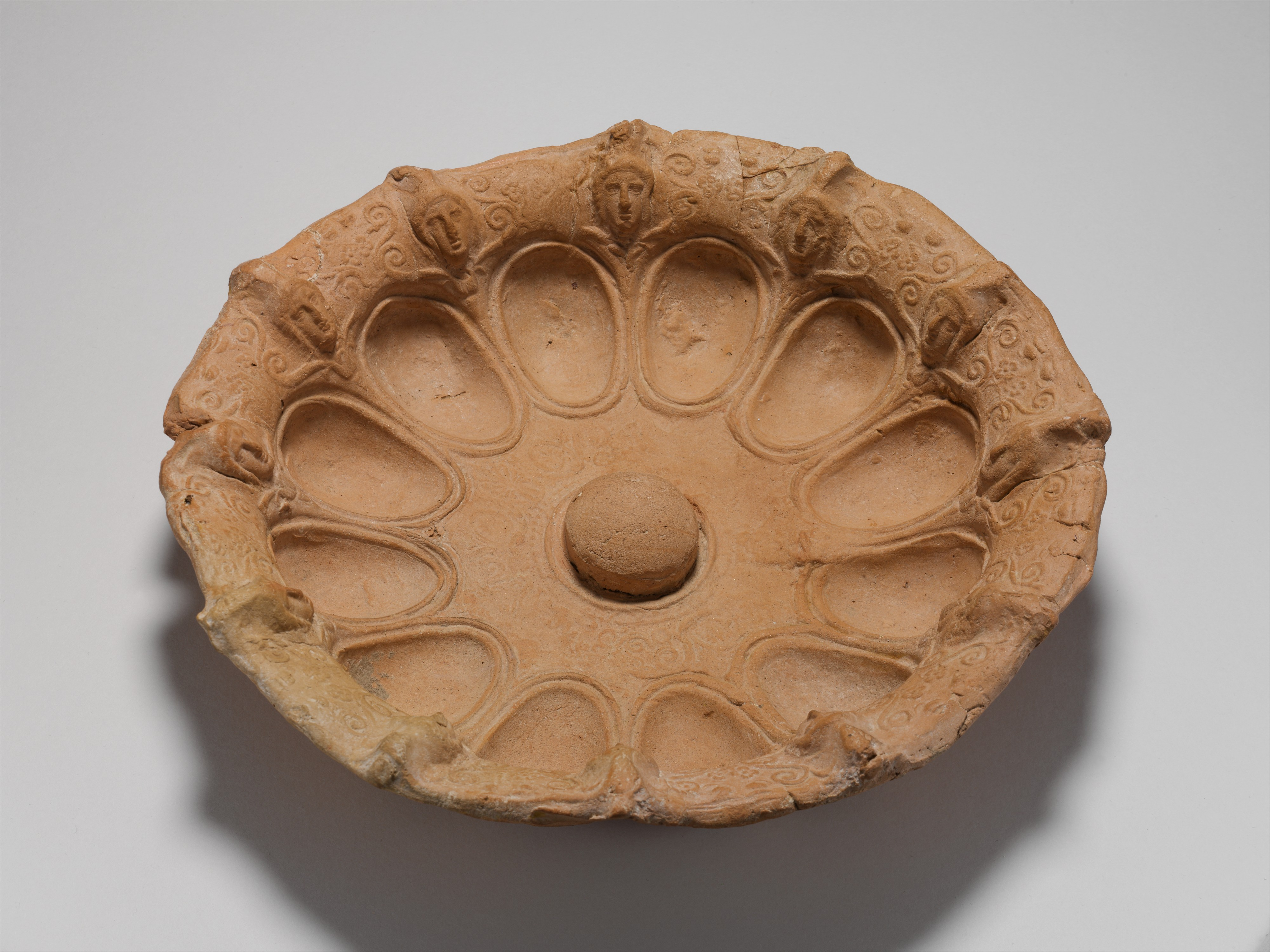
Phiale en terre cuite, Metropolitan Museum de New York

### Articles liés
- Delphes
- Pythie
- Patère